# Rafael Morelos Valdés
Rafael Morelos Valdés (Morelia, Michoacán, 25 de agosto de 1923-ibid., 21 de octubre de 1994) fue un médico y político mexicano, miembro del Partido Acción Nacional (PAN). Fue en dos ocasiones diputado federal, de 1961 a 1964 y de 1979 a 1982.

## Biografía
Hijo de Rafael Morelos Zapién y de Sara Valdés Barrera; contrajo matrimonio con Esperanza Borja Garibay, con quien procreó doce hijos, entre ellos María Esperanza Morelos Borja, también en dos ocasiones diputada federal.
Fue médico cirujano egresado de la Universidad Michoacana de San Nicolás de Hidalgo (UMSNH) con especialización en gastroenterología en el entonces Hospital de Enfermedades de la Nutrición. Fue presidente de la Asociación Católica de la Juventud Mexicana (ACJM) en Morelia.
Miembro del PAN desde 1950. Fue jefe de servicio de Medicina Interna para Mujeres del Hospital Miguel Silva, director de la Escuela de Enfermería «Nuestra Señora de la Salud», docente de la Facultad de Medicina de la UMSNH y miembro de la Asociación Mexicana de Gastroenterología, de la Asociación de Médicos del Instituto Nacional de Nutrición Salvador Zubirán, de la Asociación de Médicos de Medicina Interna, y de la Asociación de Médicos del Hospital Miguel Silva de Morelia.
En el PAN fue consejero nacional de 1953 a 1994; integrante el comité ejecutivo nacional en las periodos de 1961 a 1966 siendo presidente Adolfo Christlieb Ibarrola, en 1975 siéndolo Efraín González Morfín, y de 1978 a 1981 siéndolo Abel Vicencio Tovar. En 1961 fue postulado candidato a diputado federal por el Distrito 3 de Michoacán, logrando un triunfo que fue reconocido por el Colegio Electoral de la Cámara de Diputados;  representando dicho distrito en la XLV Legislatura de dicho año al de 1964, año en que fue candidato a Senador, pero no logró el triunfo. Fue presidente estatal del PAN en Michoacán de 1966 a 1968, y en las elecciones de ése último año, candidato a Gobernador de Michoacán, habiendo correspondido el triunfo al candidato del PRI, Carlos Gálvez Betancourt.
En 1976 fue candidato del PAN a diputado federal por el Distrito 1 de Michoacán, por resultó derrotado por su opositor del PRI Nicanor Gómez Reyes; y en 1979 fue elegido por segunda ocasión diputado, pero por el principio de representación proporcional a la LI Legislatura que concluyó en 1982.